# Angie Everhart

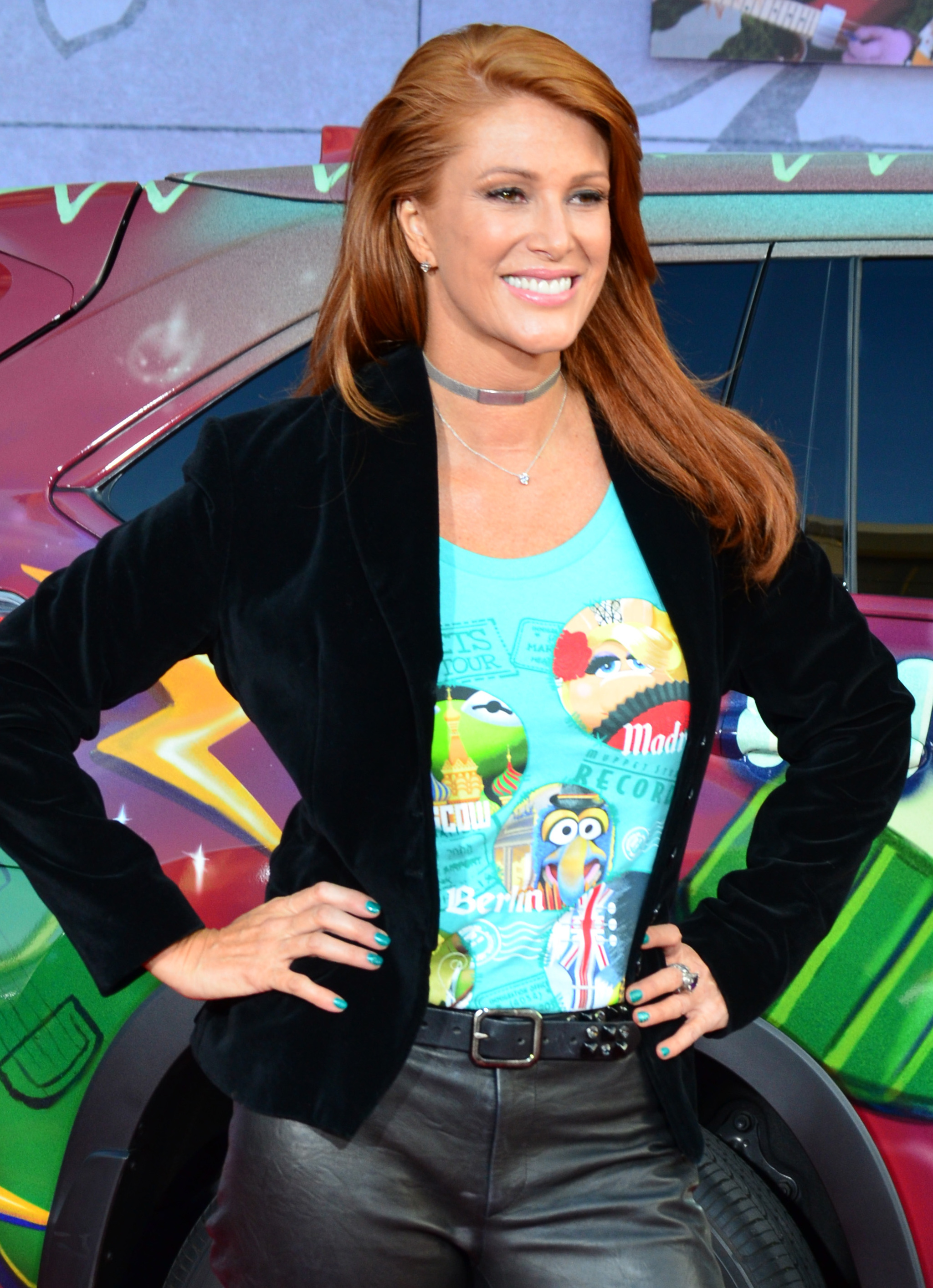
Angie Everhart bei der Filmpremiere von Muppets Most Wanted in Hollywood (2014)

Angela Kay „Angie“ Everhart (* 7. September 1969 in Akron, Ohio) ist eine US-amerikanische Schauspielerin, Filmproduzentin und ehemaliges Model deutsch-englischer Abstammung.

## Leben und Karriere
Everharts Vater Bobby Everhart ist ein Ingenieur, ihre Mutter Ginny eine Hausfrau. Sie hat eine Schwester und einen Bruder. 1987 absolvierte sie die Harvey S. Firestone High School. Sie arbeitete zuerst als Fotomodell für Modezeitschriften wie Glamour und den Playboy.
1993 debütierte Everhart im Action-Streifen Last Action Hero an der Seite von Arnold Schwarzenegger. In Jade (1995) spielte sie neben David Caruso, Linda Fiorentino und Chazz Palminteri, in Blumen des Bösen (1998) neben Malcolm McDowell oder in Bittersweet – Engel der Vergeltung (1999) neben Eric Roberts. 2004 hatte sie eine Rolle in der Fernsehserie Celebrity Mole.
Everhart war von 1996 bis 1997 mit dem Schauspielkollegen Ashley Hamilton verheiratet. 2009 wurde sie Mutter eines Sohnes. Seit 2014 ist sie mit dem Schauspielkollegen Carl Ferro verheiratet.

## Filmografie (Auswahl)
- 1993: Last Action Hero
- 1995: Jade
- 1996: Geschichten aus der Gruft: Bordello of Blood (Tales from the Crypt)
- 1996: Bullet Point (Mad Dog Time)
- 1997: Executive Target
- 1997: 9½ Wochen in Paris (Love in Paris)
- 1998: Die nackte Wahrheit über Männer und Frauen (Denial)
- 1998: Blumen des Bösen (The Gardener)
- 1999: Bittersweet – Engel der Vergeltung (BitterSweet)
- 2000: The Stray – Der Racheengel (The Stray)
- 2000: Camera
- 2000: Point Doom
- 2000: Gunblast Vodka
- 2001: Honor & Duty – The Substitute IV (The Substitute: Failure Is Not an Option)
- 2001: Fesseln der Lust (Last Cry)
- 2002: Nackte Zeugin (Bare Witness)
- 2002: The Real Deal
- 2003: Bugs – Die Killerinsekten (Bugs, Fernsehfilm)
- 2003: Der erste Mord (1st to die, Fernsehfilm)
- 2004: Bandido
- 2005: Cloud 9
- 2007: Payback
- 2009: Bigfoot
- 2011: Take me home tonight
- 2013: Blunt Movie
- 2014: Die Hochzeit meiner besten Freundin (The Wedding Pact)
- 2016: Another Day in Paradise
- 2017: Anathema
- 2018: Downward Twin
- 2018: Woman on the Edge
- 2024: Devil’s Knight